# Charles-Albert Cingria
Charles-Albert Cingria (ur. 10 lutego 1883 w Genewie, zm. 1 sierpnia 1954 tamże) – szwajcarski francuskojęzyczny pisarz i publicysta.

## Życiorys
Był synem Alberta Cingrii przybyłego z Dubrownika w Dalmacji (lecz z pochodzenia Turka), od 1871 r. naturalizowanego w Szwajcarii, współwłaściciela dobrze już wówczas prosperującej firmy zegarmistrzowskiej Patek Philippe & Co. oraz Karoliny Stryjeńskiej, utalentowanej malarki. Jego bratem był Alexandre Cingria, pisarz, publicysta, redaktor, malarz i dekorator, autor witraży i mozaik, jeden z najwybitniejszych przedstawicieli szwajcarskiej sztuki sakralnej XX wieku.
Studiował w Saint-Maurice i w Engelbergu, jednak nie uzyskał dyplomu. Zafascynowany literaturą, obracał się w środowisku młodych pisarzy, takich jak C.F. Ramuz czy Adrien Bovy, skupionych wokół jego starszego brata Aleksandra. Wraz z nimi i bratem był założycielem czasopisma artystycznego "La Voile latine" (istniało do 1910), do którego pisał pierwsze teksty. Lekkoduch, nie mogący usiedzieć w jednym miejscu obieżyświat, przemieszczał się nieustannie po Europie. Przebywał kolejno w Sienie, Rzymie, Florencji a nawet Konstantynopolu, gdzie mieszkała rodzina jego ojca.
W 1918 r. Cingria osiadł w Paryżu, gdzie zainteresowały go ówczesne nurty awangardowe w sztuce: surrealizm, dadaizm czy kubizm i gdzie szybko zadzierzgnął bliskie stosunki z takimi postaciami francuskiej literatury, jak Jean Cocteau, Max Jacob, Jean Lurçat, Paul Claudel czy Marcel Jouhandeau, którzy uznawali go za równego sobie. Jean Paulhan otworzył przed nim łamy "La Nouvelle Revue française", w której Cingria w latach 30. XX w. redagował swe błyskotliwe kroniki. Jego artykuły, felietony czy mniejsze szkice stanowią swoiste relacje z przemyśleń, lektur, spotkań, a także z bardzo wielu wypraw rowerowych po drogach i dróżkach Francji i Nawarry. Część z nich ukazała się później w tomach "Stalactites" (1941) i "Bois sec bois vert" (1948).
Powróciwszy w czasie II wojny światowej do Fryburga, odkrył na nowo Szwajcarię jako kraj niespodziewanie ożywczy i inspirujący. Kilkuletni pobyt w tym kraju zaowocował tomami "Le Parcours du Haut Rhône" (1944), "Florides helvètes" (1944) i "Musiques de Fribourg" (1945). Jednocześnie Cingria kontynuował studia nad swym ulubionym średniowieczem i jego kulturą, a zwłaszcza dziełami ówczesnych poetów i muzyków – trubadurów i truwerów. Zainteresowania te pozwoliły mu wydać "La Civilisation de Saint-Gall" (1929), "Pétrarque" (1932) i "La Reine Berthe" (1947). Umiejętność wyczucia owego swoistego ducha średniowiecza w połączeniu z bystrą obserwacją świata mu współczesnego oraz żywym i spontanicznym sposobem pisania uczyniły z Cingrii pisarza na wskroś oryginalnego, oczekującego dziś na ponowne odkrycie przez czytelników.
"Człowiek renesansowy", "pisarz nieprzewidywalny", "artysta słowa" – pozostawił po sobie w sumie 20 tomów stricte literackich, 500 artykułów prasowych, liczne tłumaczenia, przedmowy do innych dzieł oraz setki listów! Najpełniejsze wydanie jego dzieł pt. "OEuvres complètes" w 17 tomach (11 tomów utworów pisarskich plus pięć tomów listów plus 1 tom bibliografii) ukazało się w latach 1967–1981 w Lozannie.